# 波托西山脈
19°41′S 65°38′W / 19.683°S 65.633°W

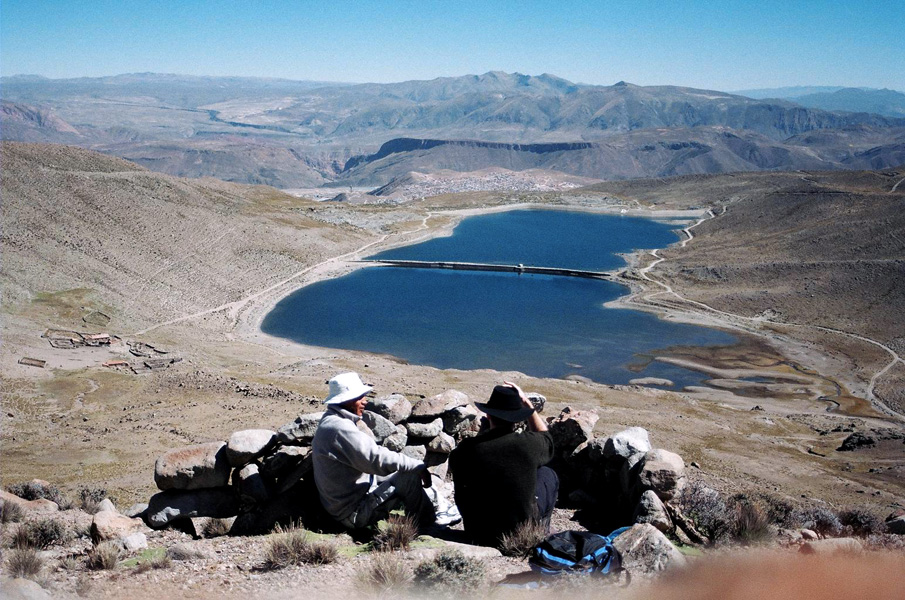

波托西山脈（Potosí mountain range），是玻利維亞的山脈，處於波托西東南面，屬於安第斯山脈的一部分，全長25公里，最高點是海拔高度5,071米的庫努拉納山。